# Monchy
Monchy – miejscowość w północnej części wyspy Saint Lucia. Położone w dystrykcie Gros Islet. W 2001 roku liczyła około 2,3 tys. mieszkańców.